# Volkan Ünlü

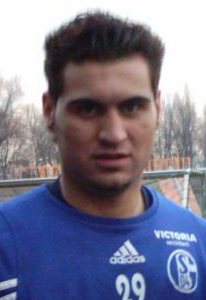

Volkan Ünlü (Gelsenkirchen, 8 juli 1983) is een Duits-Turks voetballer, die als doelman speelt.
Ünlü begon zijn loopbaan in 2002 bij Schalke 04 waar hij tot vier wedstrijden kwam. In 2005 ging hij naar Beşiktaş JK maar kwam daar niet aan spelen toe. Na een kort verblijf bij Çaykur Rizespor kwam hij in 2007 bij Sivasspor waar hij doorbrak. In 2009 speelt hij bij MVV. In 2010 ging hij naar Trabzonspor dat hem direct verhuurde aan haar filiaal 1461 Trabzon. Na zijn uitleenbeurt vertrok Ünlü terug naar Duitsland waar hij een contract tekende bij SG Sonnenhof Großaspach.